# Ораки
Ора́ки — село в Шарыповском районе Красноярского края России. Входит в состав Парнинского сельского
сельсовета.

## География
Село расположено в 57 км к югу от районного центра Шарыпово.

## История
Ораки – одно из старинных сел Шарыповского района. В русских письменных источниках село именуется как инородческий улус Урак, улус Уракский, Оракский. В конце девятнадцатого начале двадцатого веков за ним закрепилось имя Ораки. В 1890 году здесь было 71 хозяйство, 190 мужчин и 167 женщин. В 1911 году в улусе проживало 494 человека, из них русских – тринадцать. В 1933 году в селе открывается Оракская МТС. Тогда были построены целые улицы. В село приехали русские, белорусы, украинцы, переселенцы из Псковской, Курской и других областей. В селе действуют основная школа, клуб и библиотека, фельдшерско-акушерский пункт.

## Население
| 1890 | 1911 | 2010 |
| ---- | ---- | ---- |
| 357  | ↗494 | ↘349 |

Гендерный состав
По данным Всероссийской переписи населения 2010 года 160 мужчин и 189 женщин из 349 чел.